# Piero Marini
Dom Piero Marini (Valverde, 13 de janeiro de 1942) é um arcebispo católico italiano e presidente-emérito do Pontifício Comitê para os Congressos Eucarísticos Internacionais.

## Sacerdócio
Foi ordenado sacerdote em 27 de junho de 1965. Em setembro do mesmo ano iniciou seu trabalho na Cúria Romana, mais precisamente no Consilium ad exsequendem Constitutionem de sacra Liturgia.
A partir daquele momento, Dom Piero Marini continuou a trabalhar em vários organismos da Santa Sé que tinham ligação direta na reforma litúrgica proposta pelo Concílio Vaticano II: de 1965 a 1969, trabalhou no mencionado "Consilium"; de 1970 a 1987 atuou na Congregação para o Culto Divino e Disciplina dos Sacramentos.
Durante os anos de trabalho nos dicastérios, Dom Marini recebeu vários encargos: oficial, em 26 de janeiro de 1983 na Congregação para o Culto Divino e Disciplina dos Sacramentos; foi subsecretário, em 1 de abril de 1985 da Congregação para o Culto Divino e Disciplina dos Sacramentos.
Até o fim de 1970, Dom Marini prestou serviços nas celebrações litúrgicas presididas pelo Papa Paulo VI, e no dia 12 de outubro de 1975 do nomeado cerimoniário pontifício, encargo que deixou em 1985 quando foi nomeado subsecretário da Congregação para o Culto Divino e Disciplina dos Sacramentos. Em 1975, tornou-se secretário particular do arcebispo Annibale Bugnini, que foi seu mentor intelectual.
Dom Piero Marini estudou teologia no Seminário de Bobbio. Em 1970, depois de ter obtido a licenciatura, conseguiu a láurea em teologia com especialização em liturgia junto ao Pontifício Instituto Litúrgico de Sant'Anselmo, em Roma. Em 1981 conseguiu uma segunda láurea em Ciências Políticas, junto a Libera Università degli studi sociali, de Roma.
Escreveu vários artigos sobre a atuação da reforma litúrgica do Concílio Vaticano II e colaborou de modo particular na redação do novo Cerimonial dos Bispos (Cæremoniale Episcoporum).
Em 22 anos de trabalho nos organismos da Sé Apostólica dedicados, a reforma da liturgia deram a possibilidade a Dom Marini de seguir de perto a atuação da reforma litúrgica em suas várias fases, desde o concílio. Durante os 15 anos de serviço junto ao Ofício das Cerimônias Pontifícias, Dom Piero Marini tomou parte de vários acontecimentos importantes da história recente da Igreja Católica; como os quatro últimos conclaves de 1978 e 2005, que elegeram os Papas Paulo VI, João Paulo I, João Paulo II e Bento XVI e das viagens apostólicas de João Paulo II e Bento XVI.
Por vários anos foi docente de liturgia no Pontifício Instituto Santo Anselmo, em Roma, onde ministrou alguns cursos sobre Liturgia Episcopal e sobre História da Reforma Litúrgica do Concílio Vaticano II.
Em 24 de fevereiro de 1987, o Papa João Paulo II nomeou Dom Marini, Mestre das Celebrações Litúrgicas Pontifícias. Durante os anos, à frente do Ofício das Celebrações Litúrgicas do Sumo Pontífice, Dom Piero promoveu uma renovação no seu departamento, obtendo uma autonomia jurídica na Cúria Romana, reorganizando todo o ofício. No âmbito de tal renovação, o Papa, em 1991 uniu o Ofício das Celebrações Litúrgicas do Sumo Pontífice a Sacristia Pontifícia e confiou ao mestre de celebrações o cuidado das capelas do Palácio Apostólico, dentre elas: Capela Sistina, Capela Paulina e a Capela Redemptoris Mater.
Dom Marini promoveu três encontros internacionais de especialistas sobre liturgia papal. Os encontros trataram sobre os vários ritos da liturgia papal, como os consistórios, as beatificações e canonizações, o rito de entrega dos pálios e todos os outros ritos presididos pelo Papa. Particularmente significativas foram as grandes celebrações nos vários ritos orientais ao longo do Ano Santo Mariano, em 1987 e 1988.
A variedade e a riqueza das expressões rituais, próprias das diversas culturas, atingidas pelas viagens do Papa, foram promovidas devidamente respeitadas por Dom Marini, que a cada viagem papal, viajava meses antes para acompanhar de perto os preparativos litúrgicos de cada país; preparando também subsídios, como textos explicativos, para favorecer a participação dos fiéis e a divulgação para os meios de comunicação social.

## Episcopado
Em 14 de fevereiro de 1998 o Papa João Paulo II, nomeou Dom Piero Marini bispo com o título de Martirano, conservando-o no posto de mestre de cerimônias. Foi ordenado bispo pelo Papa na Basílica de São Pedro, junto com Stanislaw Dziwisz e James Michael Harvey, no dia 19 de março do mesmo ano.
Foram marcantes suas atuações nas celebrações do Grande Jubileu do ano 2000, nas participações que reuniram grandes multidões, na abertura e fechamento da Porta Santa e nas celebrações ecumênicas.
O cuidado e a dedicação do mestre de cerimônias ficaram evidentes durante o período acentuado da doença de João Paulo II, quando celebrações litúrgicas foram adaptadas ao Papa doente.
Em 29 de setembro de 2003 foi elevado à dignidade de arcebispo pelo Papa João Paulo II.
Durante o ano de 2005, nas celebrações da Semana Santa no Vaticano, esteve concelebrando junto com todos os bispos, ficando de fora, depois de muitos anos, do posto de mestre de cerimônias, já que o Papa João Paulo II não presidiu as celebrações pelo avanço de sua doença. Na morte do Papa, preparou todo o seu funeral; o conclave e a posse do Papa Bento XVI, que o manteve no cargo.
No dia 1 de outubro de 2007, o Papa Bento XVI o nomeou presidente do Pontifício Comitê para os Congressos Eucarísticos Internacionais, sendo substituído no antigo cargo por Monsenhor Guido Marini, que, segundo alguns vaticanistas estaria mais alinhado com a liturgia desejada pelo papa. Segundo estas mesmas fontes, o arcebispo Piero Marini não teria sido consultado; mas, apenas, informado sobre quem seria seu sucessor. Marini que, antes, estava cotado para ser criado cardeal, ficou de fora do consistório anunciado dia 17 de outubro de 2007.

## Brasão e Lema
Lema: FONS VITÆ (Fonte de Vida)

Brasão de Dom Piero Marini

Brasão: Escudo eclesiástico de goles com uma faixa de argente sobreposta por uma faixeta ondulada de blau. O escudo está pousado sobre uma cruz arquiepiscopal de jalde sobreposta por um chapéu eclesiástico com seus cordões com dez borlas de cada lado, tudo de sinopla, forrado de goles. Sob o escudo um listel de jalde com o lema: FONS VITÆ, em letras de sable.
Interpretação: O campo de goles (vermelho), simboliza o fogo da caridade inflamada no coração do arcebispo pelo Divino Espírito Santo, bem como, valor e socorro aos necessitados. A faixa de argente (prata) simboliza a inocência, a castidade, a pureza e a eloquência, virtudes essenciais num sacerdote; e a faixeta ondulada que atravessa o brasão, clara referência ao mar na desinência do sobrenome Marini, faz pensar antes de tudo, no Senhor Deus: “Em ti encontra-se a fonte da vida” (Sl 35) e, sendo de blau (azul), significa: justiça, serenidade, fortaleza, boa fama e nobreza. A onda é também referência a água do Mar Vermelho que salvou o povo da Antiga Aliança e em particular as águas do Batismo, que dá vida aos filhos da Igreja. Por isso, “fonte da vida” da Igreja, é dita também na sagrada liturgia (SC n. 10).
O listel, por seu metal jalde (ouro) traduz: nobreza, autoridade, premência, generosidade, ardor e descortínio. O lema se refere, também, a um dos mais belos títulos dedicados a Virgem Maria; no oriente se celebra a festa de Maria “Fons Vitae”, sendo que as letras, por sua cor sable (preto) traduzem: sabedoria, ciência, honestidade, firmeza e obediência ao Sucessor de Pedro.
“Quem crê em mim... fontes de água viva surgirão de suas entranhas”. “Isto ele disse referindo-se ao espírito” (João 7, 38-39).
As palavras de Cristo, dirigida a todo cristão, são dirigidas especialmente aos bispos. São significativas as tiras que adornam o “mandyas”, a veste coral própria dos bispos de Rito Bizantino; essas ditas fontes, simbolizam as fontes de água viva que jorram do bispo para a Igreja.
No ano dedicado ao Espírito Santo (1998), em preparação ao Grande Jubileu do Ano 2000, também um brasão episcopal pode ser motivo de empenho, para o cristão e em particular para um bispo, que deseja ser, como o Senhor, como a Igreja e como a Virgem Maria, “Fonte de Vida”.